# Ethernyt
Ethernyt é uma trilogia de ficção científica e de fantasia, escrita pelo autor brasileiro Márson Alquati, retratando temas bíblicos, como o Fim dos Tempos e o Armagedom.
O personagem principal é Rafael Thomas, um agente da Polícia Federal que recebe uma investigação de diplomatas mortos no Brasil, e com o passar da trama, junta-se ao grupo chamado Escolhidos e descobre que por trás desses crimes, há uma verdadeira batalha celestial, envolvendo anjos e demônios.

## Site Oficial
www.ethernyt.com.br

## Sinopse de A GUERRA DOS ANJOS (vol. I - 448 pág.)
A contagem regressiva para o Fim dos Tempos já foi iniciada e não pode mais ser contida…
Quando o agente especial Rafael Thomas aceita o encargo de investigar a morte de um proeminente diplomata estrangeiro em solo brasileiro, ele não imagina no que está se metendo. Aos poucos, a verdade vai surgindo e ele descobre que por trás daquele crime hediondo encontra-se uma poderosa seita de fanáticos, cuja ambição de seus membros é fazerem valer uma antiga profecia apocalíptica e, com isso, provocarem o Armagedon Bíblico.
Começa então, uma incrível caçada pelos quatro cantos do globo, onde Thomas e os Escolhidos acabam envolvendo-se com sociedades secretas milenares, mistérios e enigmas, assassinatos, perseguições, tiroteios e batalhas épicas de tirarem o fôlego. Até se depararem com uma terrível revelação: Anjos e Demônios existem e estão prestes a destruírem a Terra na batalha definitiva entre o Bem e o Mal.
Muita ação, suspense e aventura em uma história repleta de temas polêmicos, que vão desde a origem da Raça Humana, os grandes mistérios da antiguidade e o advento das religiões, até a existência de vida extraterrena, culminando numa visão sombria sobre o destino da humanidade…

## Sinopse de SOB O DOMÍNIO DAS SOMBRAS (vol. II - 448 pág.)
Anjos e Demônios existem e estão em guerra, prestes a destruir a Terra na batalha definitiva entre o bem e o mal…
O último ato do Apocalipse tem o seu início seis meses após a Batalha da Fortaleza da Montanha, quando Lúcifer, em sua sede de vingança contra os anjos, descobre a localização do verdadeiro Cofre da Morte e, respaldado pelo seu novo exército, parte para resgatá-lo. Porém, em seu caminho encontram-se mais uma vez os Guerreiros da Luz.
Thomas e os Escolhidos da Profecia, auxiliados pelos anjos, cruzam o planeta de ponta a ponta, do México ao Egito, sem medir esforços na tentativa de detê-lo. Todavia, algo acaba dando errado e os demons se apossam do terrível “Vírus D”, iniciando, enfim, o profetizado evento do “Armagedon”.
Uma a uma, as maiores metrópoles européias são arrasadas e suas populações dizimadas no pior massacre da História.
A raça humana passa a correr perigo, ficando por um fio da extinção total. Sua única e derradeira esperança repousa agora nos Guerreiros da Luz e nos destemidos anjos de Ethernyt. Mas serão eles realmente capazes de deter o “Fim dos Tempos”?
Muita ação, suspense e aventura em uma história repleta de temas polêmicos que vão desde a origem do homem, os grandes mistérios da antiguidade e o advento das religiões, até a existência de vida extraterrena, culminando em uma visão sombria sobre o destino da humanidade…

## Sinopse de O DESTINO DOS ESCOLHIDOS (vol. III - 420 pág.)
A derradeira batalha pelo destino da Terra finalmente será travada…
No limiar do Armagedon, o mundo como conhecemos hoje já não existe mais. A maior parte do planeta encontra-se sob o domínio das tropas luciferianas. Nações importantes e poderosas se desintegraram, a antiga ordem mundial sucumbiu e mais da metade da humanidade foi exterminada pelo terrível “Vírus D”.
A África, a Ásia e a Oceania finalmente se rendem ao Império das Sombras. E a Europa se transforma em um gigantesco campo de concentração continental, para onde são levados os humanos capturados, a fim de serem submetidos a uma nova geração do “Vírus D”, extremamente mais letal do que a anterior.
O Exército de Lúcifer passa então a ameaçar as Américas com uma implacável ofensiva. Enquanto isso, os Guerreiros da Luz, os anjos e os milhões de soldados humanos da ONU permanecem sob intenso treinamento na base Antártida. Até que a iminência do ataque real dos demons ao continente americano os faz mobilizarem-se para tentar salvar o pouco que ainda resta do velho mundo.
É o Fim dos Tempos que se anuncia no horizonte. E o futuro da Raça Humana, assim como o destino da própria Terra, começam a ser decididos, na medida em que ambos os exércitos marcham para a inevitável Batalha do Apocalipse…